# Andrew Davis (dirigent)
Andrew Frank Davis, född 2 februari 1944 i Ashridge, Hertfordshire, död 20 april 2024 i Chicago, Illinois, var en brittisk dirigent. 
Davis studerade vid Royal College of Music, King's College i Cambridge och för Franco Ferrara i Rom. 
Hans första större uppdrag var som dirigent vid BBC Scottish Symphony Orchestra (1970–1975) och sedan som ledande dirigent vid Toronto Symphony Orchestra (1975–1988). År 1988 blev Davis direktör för Glyndebourne. År 1989 återvände han till BBC och blev ledare för BBC Symphony Orchestra (1989–2000) - genom uppdraget på BBC med bland annat BBC Proms-konserterna fick han genomslag även hos den bredare publiken. Sedan 2000 var han chef för Lyric Opera of Chicago.
Andrew Davis dirigerade även vid Bayreuthfestspelen 2002, 2003 och 2004.
Drottning Elizabeth II adlade Davis i två olika grader 1992 (Commander of the British Empire) och 1999 (Knight Bachelor).